# Apostol Nikolaev-Strumski
Pour les articles homonymes, voir Nikolaev.
Apostol Nikolaev-Strumski est un compositeur et chef de chœur de musique bulgare né en 1886 et mort en 1971. Son père, Nikolay Nikolaev, originaire de Bessarabie, était également musicien. 
Jusqu'en 1935, il a été régent de la Cathédrale Alexandre-Nevski de Sofia, et ensuite le régent de la Cathédrale Sainte-Nédélia de Sofia. Il est l'auteur d'une Divine Liturgie et d'autres œuvres vocales polyphoniques sur des textes canoniques slaves. La Grande doxologie de Strumski est parmi les œuvres les plus jouées de la musique orthodoxe dite « de concert ».